# Izki
Izki is een stad in Oman met ongeveer 20.000 inwoners, gelegen in het gelijknamige wilayat (district). Het wilayat had in 2003 35.387 inwoners, waarvan 3203 allochtonen.
Izki staat bekend als de oudste stad van Oman en er wordt inderdaad in de tijd van Assurbanipal al gewag gemaakt van een stad iz-ki-e in het land Qadi (Magan) vanwaar schatting ontvangen werd. Toch is deze identificatie niet helemaal zeker, omdat bekend is dat Izki vroeger ook een andere naam gedragen heeft. De stad is verder bekend - of berucht - vanwege de etnische tegenstellingen tussen de Yamani en de Nazari, twee stammen die tot voor kort met elkaar in onmin leefden.
De stad kijkt neer op de brede Wadi Halfayn. Op een klif die de wadi overziet, ligt de ommuurde oude stad van Izki met de ruïnes van een naburig fort. Izki bezit ook de Falaj al Malki, die als de oudste falaj van het land beschouwd wordt. Het is daarmee een van de vele oasesteden die Oman rijk is en die dankzij de aflaj (het meervoud van falaj) van water voorzien worden.
Op 12 juni 1970 vond in Izki een aanslag plaats op een militair kamp uitgevoerd door een groep dissidenten die zich het Nationale Democratische Front voor de Bevrijding van de Bezette Arabische Golf noemden. Hoewel de aanval werd afgeslagen, droeg het in belangrijke mate bij tot de afzetting van sultan Said Bin Taimur en zijn vervanging door zijn meer vooruitstrevende zoon Qaboes.